# Université d'État de Bowling Green
L'université d'État de Bowling Green (en anglais : Bowling Green State University, couramment abrégé en Bowling Green, BGSU, ou simplement BG) est une université américaine publique fondée en 1910, installée à Bowling Green, Ohio.
Dans les années 2000, elle accueille plus de 22 000 étudiants sur un campus de 5,4 km2.

## Galerie

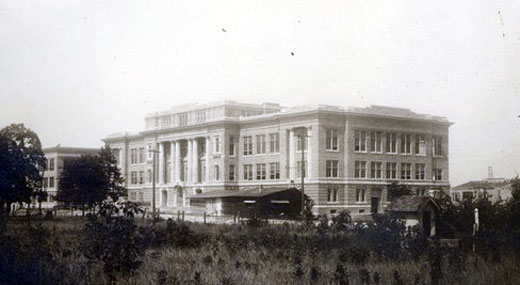
Le Bowling Green Normal College en 1915.
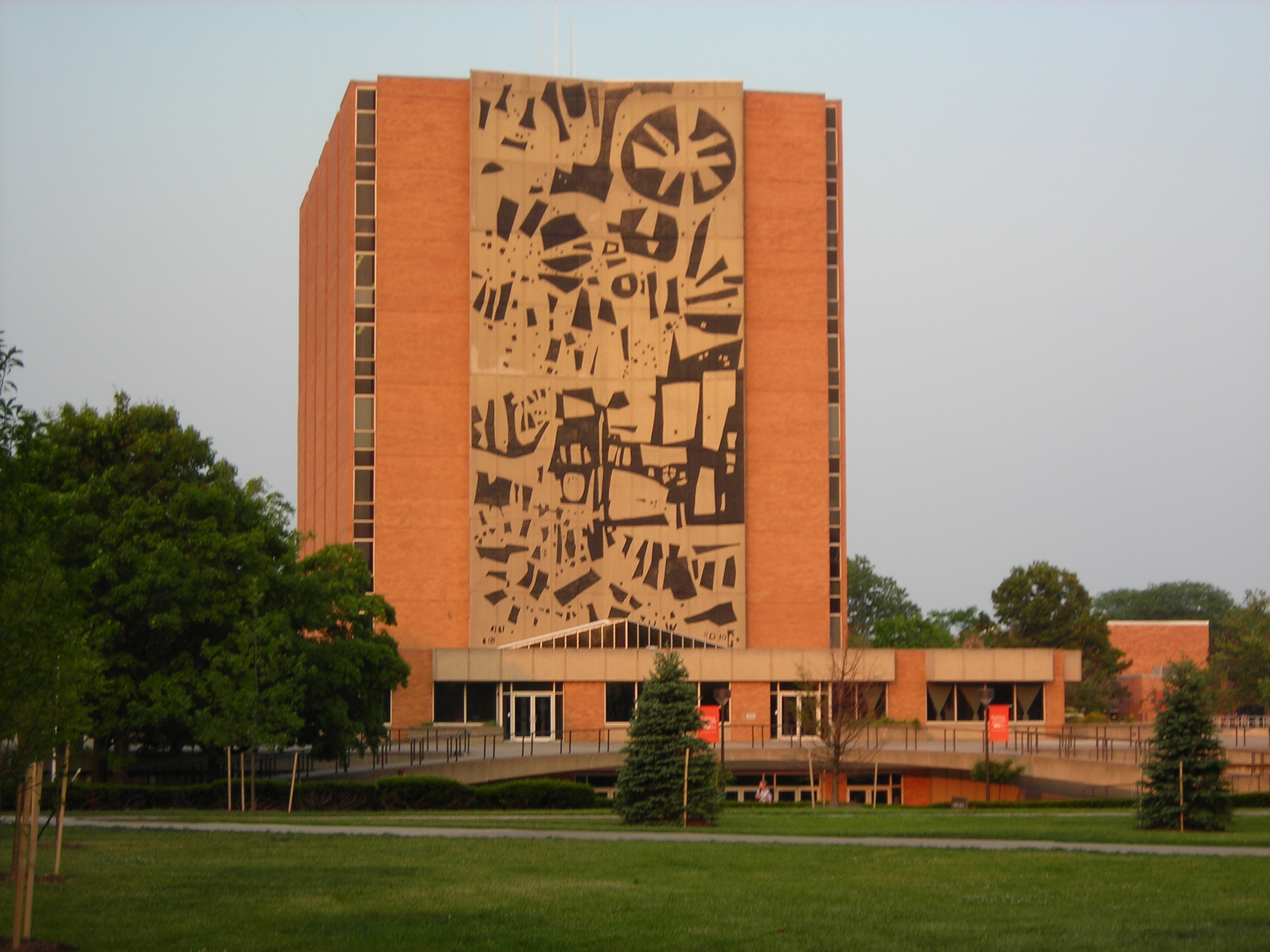
La Jerome Library sur le campus principal.
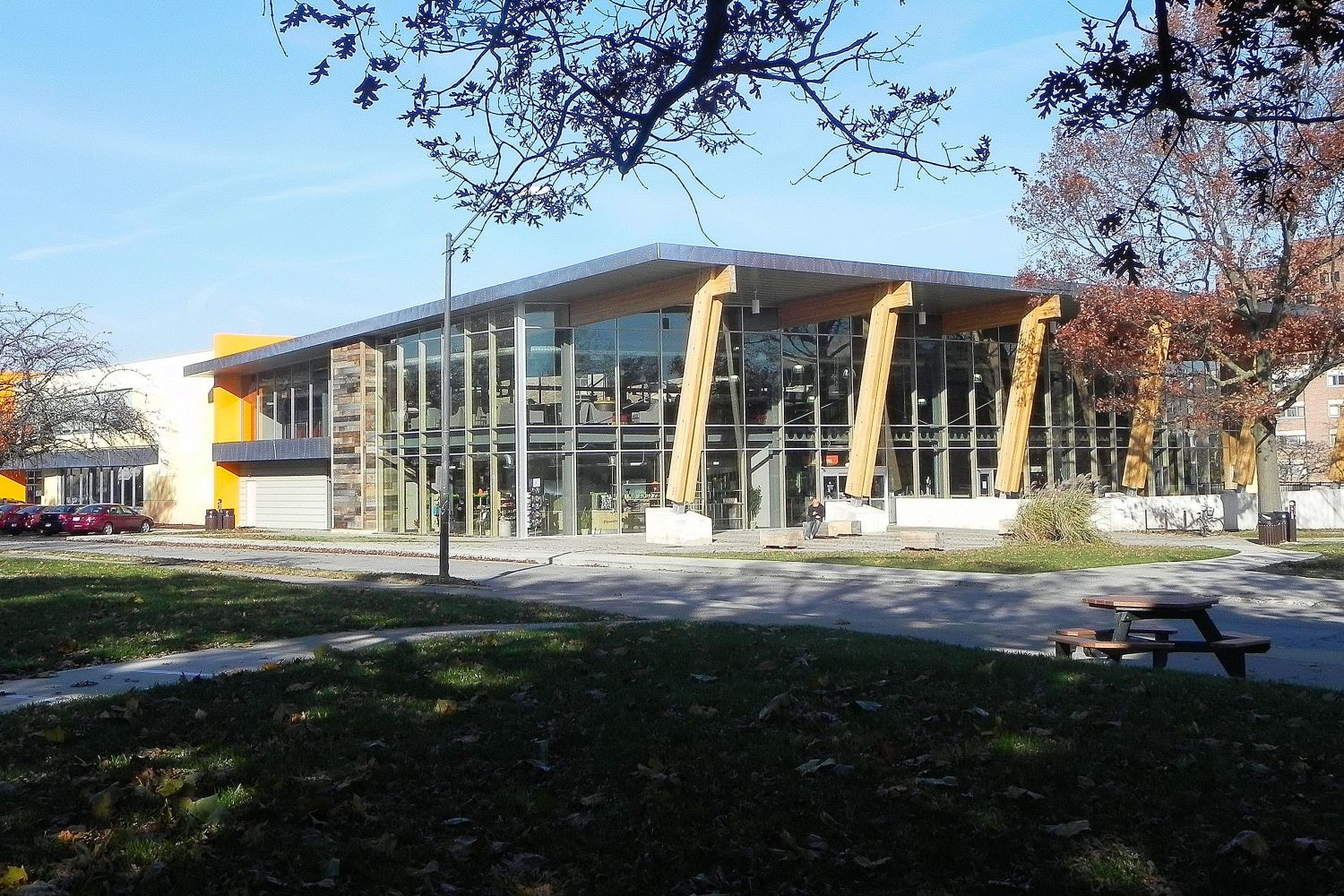
Oaks Dining Hall.
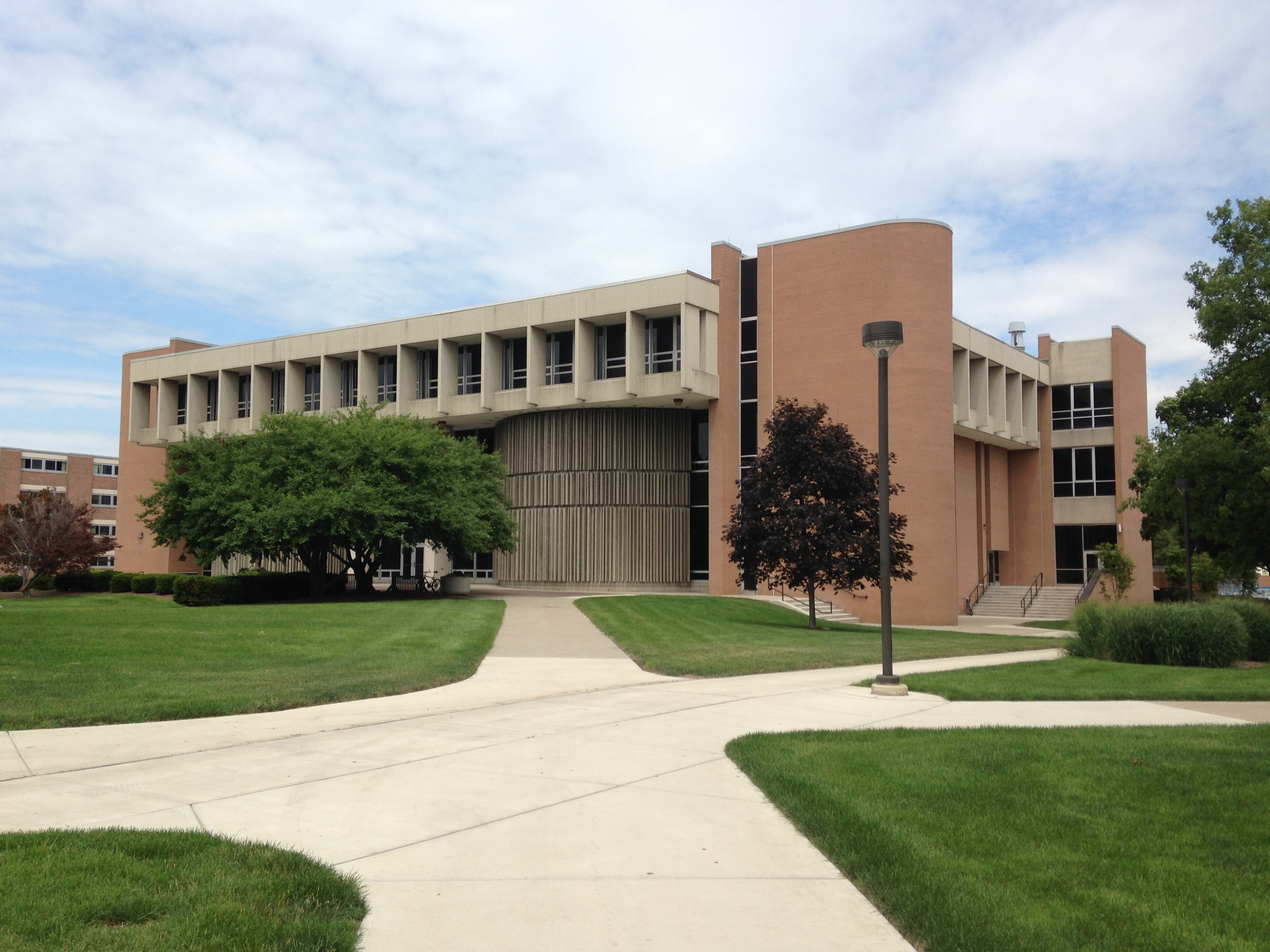
Le bâtiment des maths et sciences.
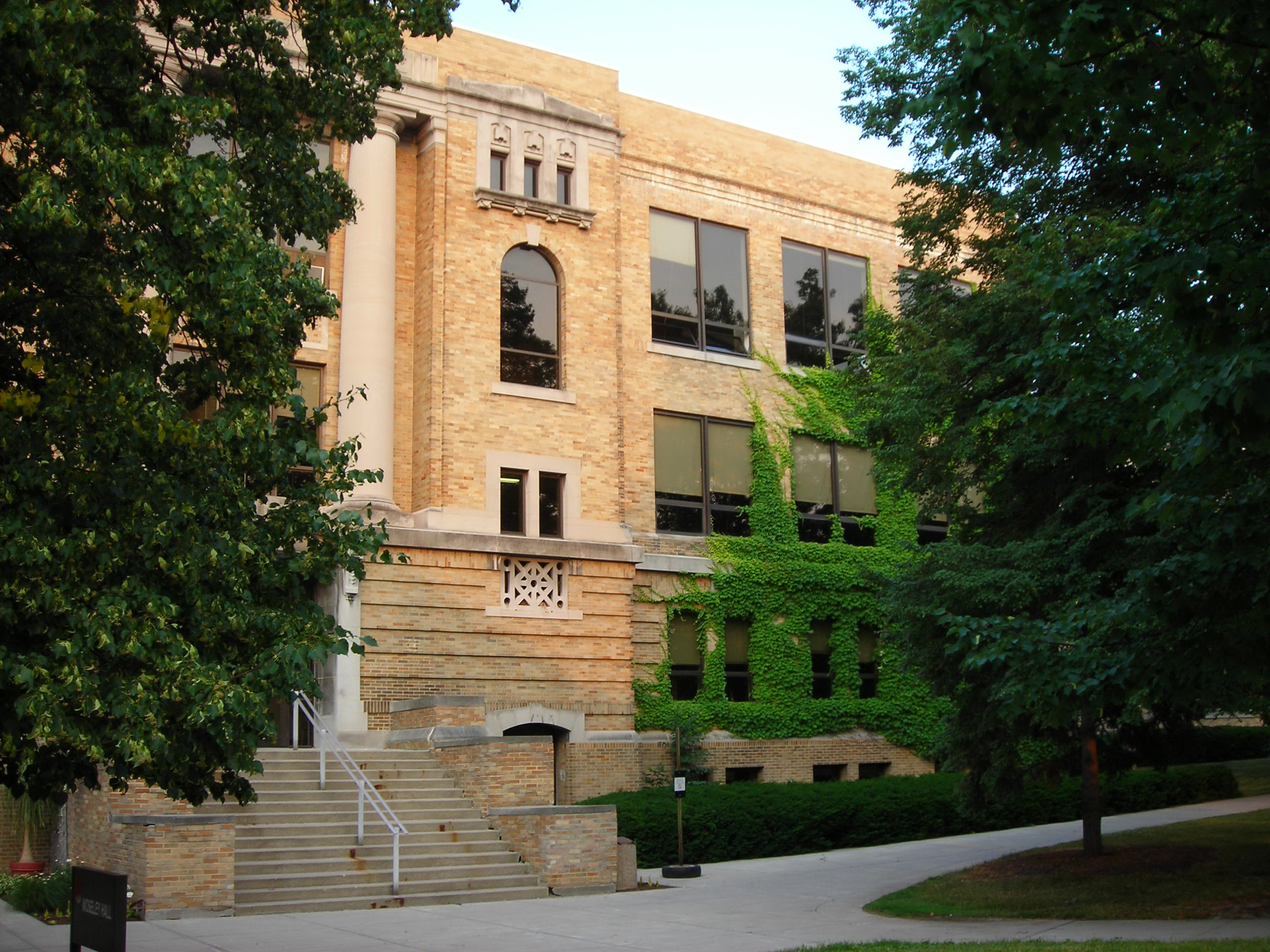
Moseley Hall, résidence sur le campus.
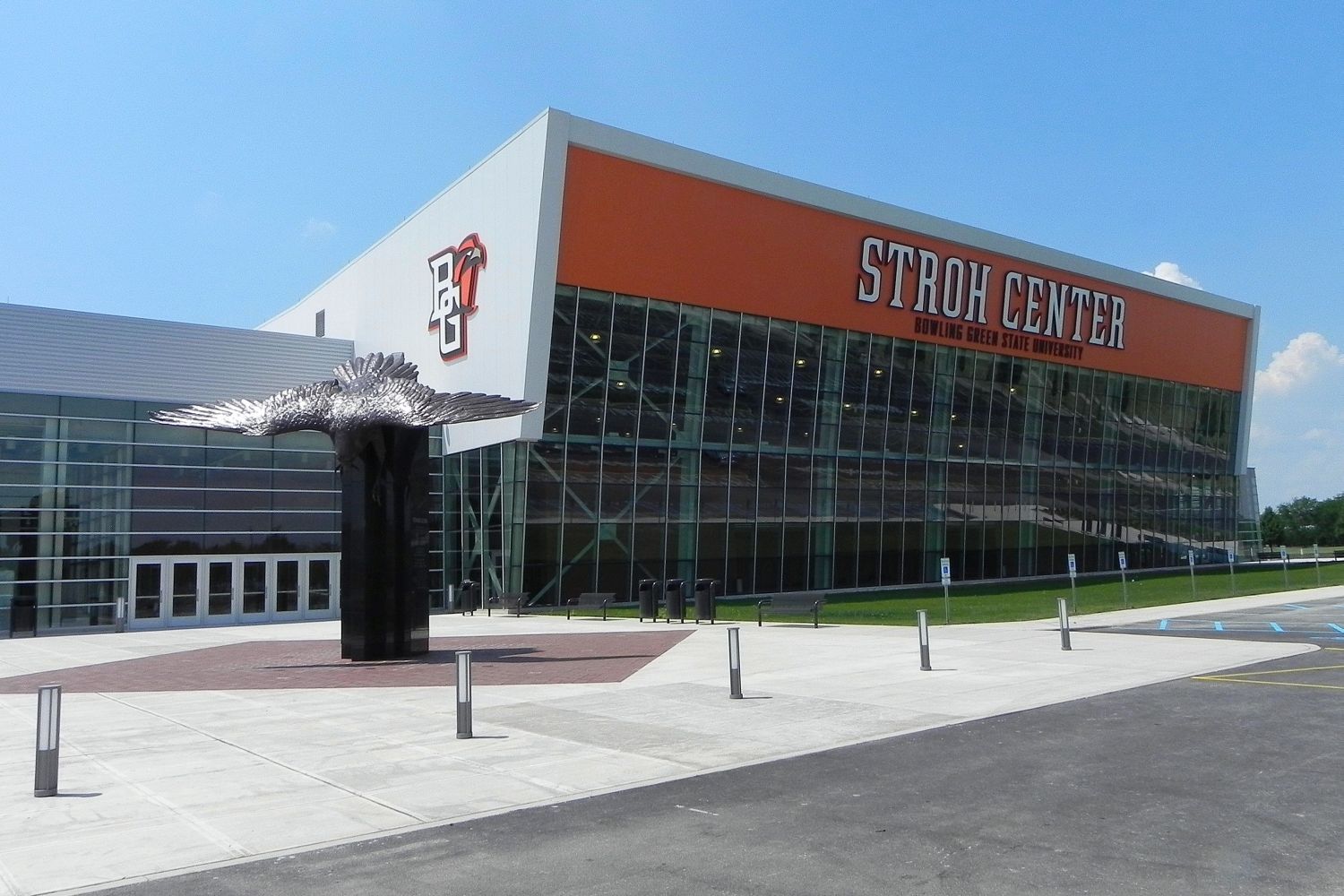
Le Stroh Center (vue extérieure).
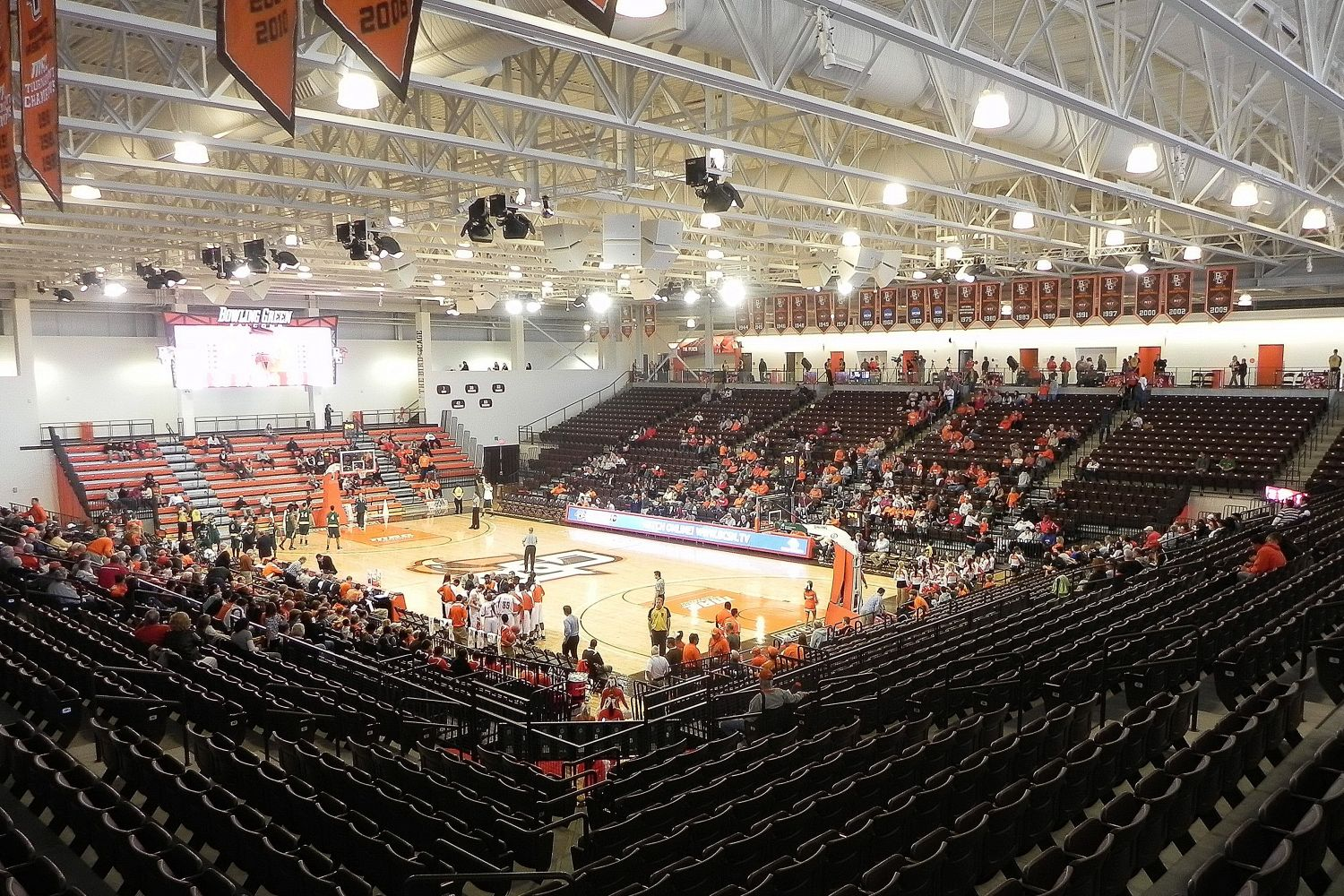
Le Stroh Center (intérieur).